# Deventer Capsulefabriek

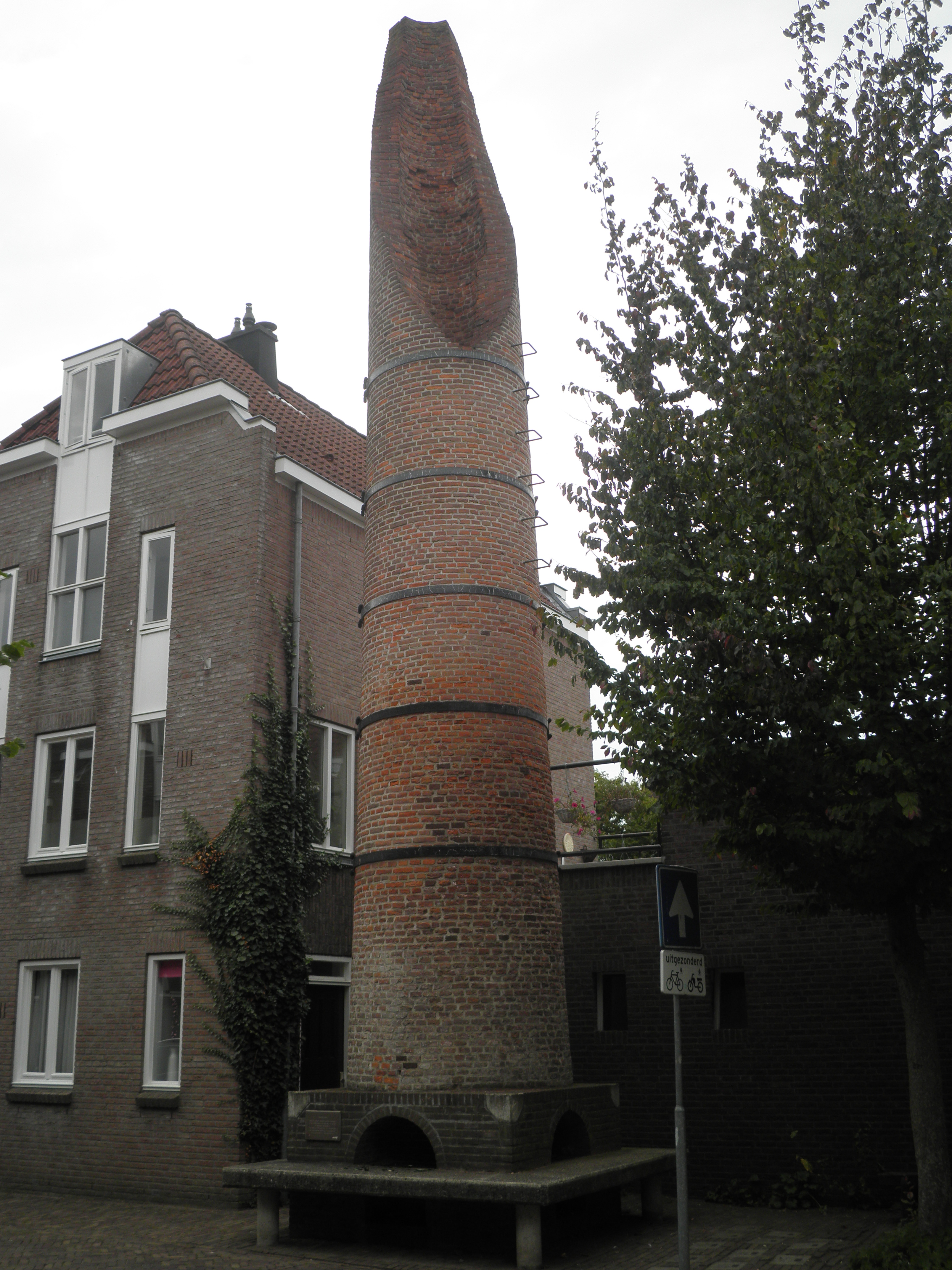
Overblijfsel van de schoorsteen van de DAIM-fabriek op de Prinsenplaats in Deventer

De Deventer Capsulefabriek, later DAIM genaamd, was een fabriek in de Nederlandse stad Deventer waar onder meer capsules voor wijnflessen vervaardigd werden.

## Opkomst
Aan de basis van de fabriek stond Jan Hendrik Adriaan Schimmelpenninck, een telg uit de familie Schimmelpenninck. Hij was wijnhandelaar bij de firma Gt. Schimmelpenninck & Co en begon in 1868 met de productie van capsules, eerst voor eigen gebruik en later ook voor derden. In 1873 stond het bedrijf nog te boek als flesschenspoelerij, maar in 1892 was er al sprake van een fabriek waar meer dan 160 mensen werkten. Het materiaal, lood, werd gesmolten, vervolgens gewalst waarbij een bekleding van tin werd aangebracht, tot schijfjes uitgesmeed, die dan met machines tot capsules werden gemaakt, beschilderd en bestempeld.
In 1903 verliet Jans zoon Gerrit Willem Schimmelpenninck als laatste der Schimmelpennincks de stad en verkocht de fabriek. De nieuwe eigenaars werden P.H. van Groningen en Berend Ankersmit. Zij richtten de NV Deventer Capsulefabriek op die ten doel had: het exploiteren van eene Capsulefabriek en daaraan verbonden handel in den meest uitgebreiden zin.

## Bloei
De fabriek besloeg in 1907 een oppervlakte van 1700 m². Er werkten toen 240 mensen, merendeels meisjes. In 1908 begon men tevens met het vervaardigen van tubes, die evenals de capsules bestonden uit lood en vertind lood. Er was een stoommachine en een gasmotor die gezamenlijk 50 paardenkrachten leverden. Veel machines werden door het bedrijf in eigen beheer ontwikkeld. De producten werden wereldwijd geëxporteerd.
Omstreeks 1920 werd ook blik en aluminium toegepast, voor de fabricage van kroonkurken. In 1921 veranderde ook de naam in NV Deventer Algemene Industriële Maatschappij (DAIM). In datzelfde jaar begon ook de verwerking van rubber, aanvankelijk voor ringen in jampotdeksels, maar geleidelijk ging men tal van artikelen uit rubber produceren, voor de schoenindustrie, technische producten, vloerbedekking en dergelijke. De activiteiten werden ondergebracht in de NV Deventer Rubberwarenfabriek die in hetzelfde pand gehuisvest bleef. Kort na de Tweede Wereldoorlog stopte de productie van rubberwaren.
De fabricage vond vanouds in de Deventer binnenstad plaats en aldaar werd in 1927 ook een nieuwe fabriek gebouwd, ontworpen door Maarten van Harte.
Na de Tweede Wereldoorlog floreerde de fabriek aanvankelijk. In 1960 werkten er 300 mensen. In 1967 werd nog de NV Capalux Maatschappij te 's-Hertogenbosch verworven. Klanten waren onder meer Calvé, Histor en Talens.

## Ondergang
In 1969 werd DAIM inclusief Capalux overgenomen door het Amerikaanse concern Crown Cork and Seal Company. De productie van kroonkurken en aluminium sluitingen voor frisdranken werd overgeplaatst. Crown had geen interesse in het voortbestaan van DAIM. In 1975 sprak de vakbeweging van het laten uitsterven van het bedrijf. Het personeelsbestand was toen tot 170 teruggelopen, waarna nog eens 77 ontslagen volgden. In 1979 werd het bedrijf weer zelfstandig.
In 1980 ging men met 120 werknemers verder in een nieuw gebouw aan de Brunswijkstraat. Reeds in 1983 ging het bedrijf failliet. Met 67 werknemers volgde een doorstart onder de naam DAIM-Holland BV. In 1997 werd opnieuw doorgestart, nu met nog maar 30 medewerkers. In 2007 sloot het bedrijf. De inventaris werd overgebracht naar Polen.
Het oorspronkelijke complex werd gesloopt in 1982. Op de plaats van de fabriek verrees woningbouwcomplex Prinsenplaats. Aan de fabriek herinnert nog slechts een fabrieksschoorsteen die in afgeknotte vorm als buurtbarbecue wordt gebruikt.